# Philippe Bernaerts
Philippe Bernaerts (Watermaal-Bosvoorde, 8 december 1963) is een Belgische (stem)acteur en voormalig radiopresentator. Hij kreeg een opleiding theater bij Jos Adam van de toneelvereniging De Vliegende Ster uit Humbeek.

## Levensloop
Als zeventienjarige won hij een dj-wedstrijd georganiseerd door lokale radio Moetoen uit Vilvoorde. Hij maakte zijn eerste eigen radioprogramma op die zender een paar maand later.
Op uitnodiging van Dick Van Gelder ging Philippe Bernaerts in 1984 als diskjockey draaien in diverse discotheken. Hij droeg daarbij meestal een smoking en een Engelse bolhoed die zijn handelsmerk werden. Eind jaren tachtig stopte hij met het werken in discotheken.
In 1987 speelde hij in het toneelstuk De bende van Jan de Lichte naar het werk van Louis Paul Boon in een regie van Josse Ceulemans en een productie van de koninklijke toneelvereniging De Violier.
Als presentator bij Radio Contact in Brussel en Vilvoorde werkte hij in 1990. In 1991 maakte hij deel uit van de band van Johnny Rock 'n' Roll (Peter Hoogland) en trad hij op in de muziekshow Tien om te Zien op de Vlaamse televisiezender VTM.
In 1993 onderbrak hij zijn radioloopbaan voor een jaar om voltijds aan de slag te gaan als presentator van Karaoke shows. Hij keerde daarna terug op zelfstandige basis naar Radio Contact.
In datzelfde 1994 speelde hij de gastrol van Walter Van Bouwel in de Vlaamse soapserie Familie.
In 1999 besloot hij te stoppen met zijn radiowerk vanwege de te beperkte sociale bescherming als zelfstandige kunstenaar in België en ging werken in het call-center Sitel.
Sinds 2003 zijn er echter wel sociale statuten voor kunstenaars in België en Philippe Bernaerts ging opnieuw iets artistieks doen met zijn stem als stemacteur. Hij ging voice-overs doen en spreekt reclamespots, jingles en IVR's (Interactive Voice Responder) in en voorziet hij videobeelden van commentaren.
In 2011 is hij de Vlaamse stem van Directeur Stekel geworden in Fish Hooks op Disney Channel. Sinds april 2012 was hij 4 seizoenen lang te horen als de sarcastische butler Bertram in Jessie, eveneens op Disney Channel. In 2014 deed hij de stem van de Mot in de bioscoopfilm Maya: eerste vlucht van Studio 100. In 2015 was hij te horen als Bubbha in de bioscoopfilm The Good Dinosaur van Pixar. In 2016 deed hij de stemmen van Finnick en de nieuwslezer Peter Moosebridge in de bioscoopfilm Zootropolis van Walt Disney Pictures. In 2019 deed hij de stem van de straathond Otis in de bioscoopfilm Trouble van Vanguard Animation. Op TV is hij de Vlaamse stem van Het Boek der Monsters in Lego Nexo Knights en doet hij afwisselend stemmen in onder andere Thunderbirds Are Go (televisieserie), Lego Bionicle, My Little Pony, KC Undercover en Bunk'd (een spin-off van Jessie).
Ook komt Philippe Bernaerts af en toe in beeld als acteur. In oktober 2012 speelde hij on-screen een gastrol in ROX van Studio 100. In Januari 2014 was hij in een gastrol te zien in de 5210de aflevering van in de Vlaamse soapserie Familie als politieagent. In 2014 was hij eveneens in twee gastrollen te zien in de scripted realityreeks Echte Verhalen: De Buurtpolitie en in Ghost Rockers speelde hij in 2014 en 2015 een politieagent.
Philippe Bernaerts was van 1996 tot 2009 één van de stuwende krachten van The Belgian Voyage Club, een fanclub van de Amerikaanse televisieserie Star Trek, waarvoor hij regelmatig animatiefilmpjes maakte. Sedert 2001 was hij ook de vaste presentator van de Cosplay op FACTS en Antwerp Convention, jaarlijkse beurzen over sciencefiction, strips en anime. Hij werd na enkele jaren vervangen door andere presentatoren na herhaaldelijke klachten over het verkeerd uitspreken van de namen van personages en reeks door gebrek aan voorbereiding.
Inmiddels werkt hij opnieuw als radiopresentator, zij het bij een online radiostation: Soundtrack FM, een zender met enkel muziek van film en tv. Hij presenteert hier onder andere een programma over muziek uit Disney/Pixar-films. 